# Oxford (obuwie)

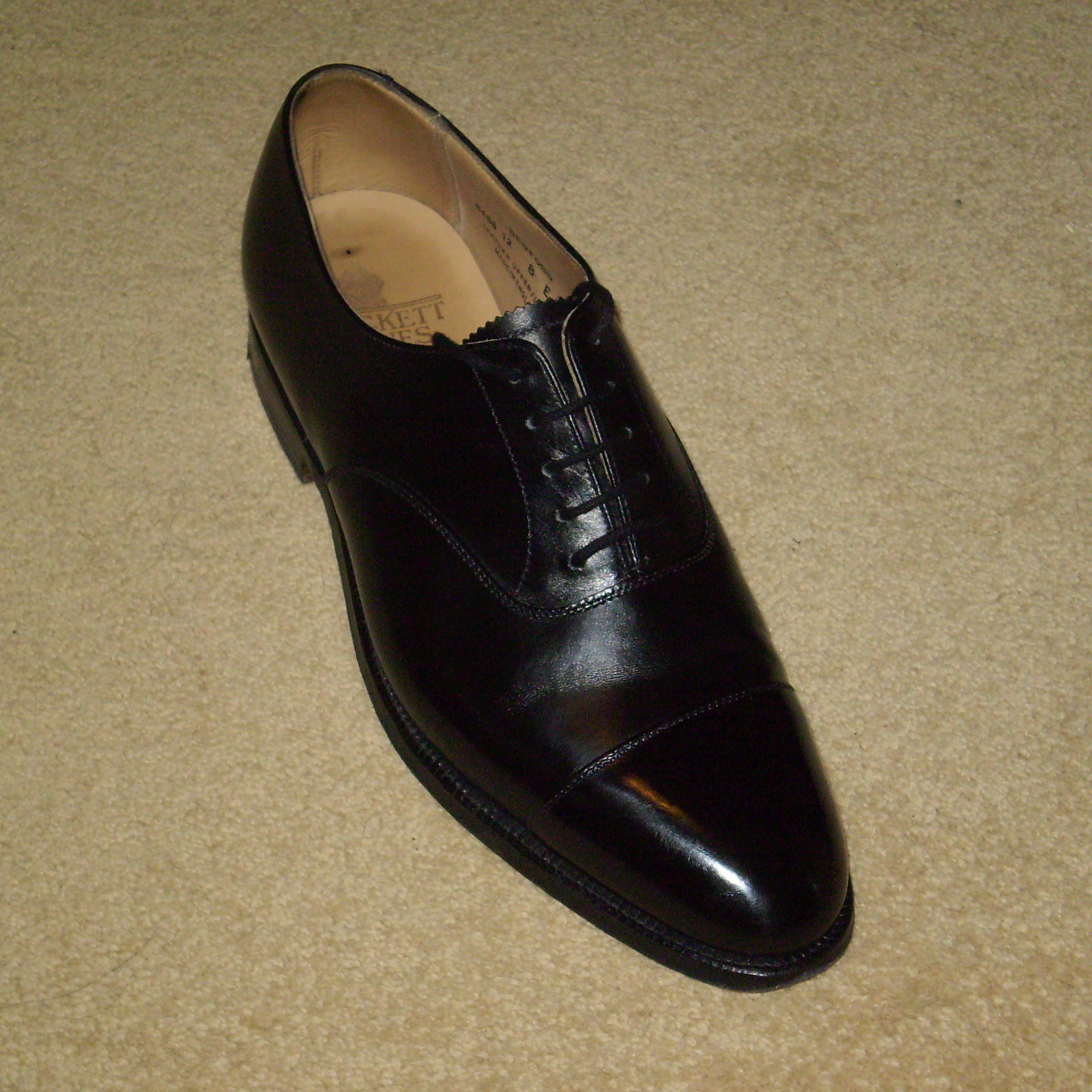
But typu oxford

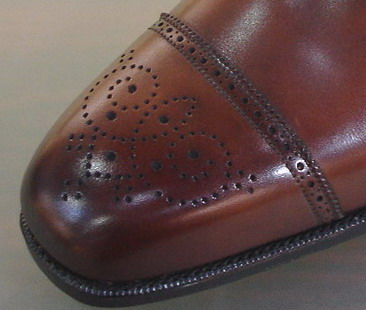
Halfbrogsy

Oxford, oxfordy, wiedenki (dawniej także: półbuty przyszewkowe) – klasyczny model buta męskiego.
Charakteryzują się czystą, smukła linią – współcześnie są to najbardziej eleganckie buty męskie. Na pierwszy rzut oka najłatwiej je rozpoznać po zamkniętej przyszwie; dwie boczne części z dziurkami na sznurowadła są wszyte pod spód przyszwy. Optycznie są węższe niż derby, posiadają nieco niższą i smuklejszą podeszwę oraz niższy obcas. Jednak te ostatnie różnice są minimalne i często nie do wychwycenia dla laika. W wersji najbardziej tradycyjnej, czyli z czarnej licowej skóry, pasują do kostiumów o podwyższonej formalności, tj. od półformalnych garniturów (business dress code), przez smoking, aż po żakiet i frak. Do stylu nieformalnego, np. smart casual lub business casual powinny być nieco odformalizowane, np. z zamszu lub w kolorze brązowym oraz ze zdobieniami typu brogs. W Polsce dawniej znane jako wiedenki, we Francji określa się je jako richelieu. Obuwie posiada anglosaski rodowód, sięgający pierwszej połowy XIX wieku. Według jednych pochodzi od nazwy zamku Balmoral w Szkocji (oxfordy w wersji za kostkę i na guziki do dziś nazywamy z ang. balmoral boots), a według innych od uniwersytetu Oxford, gdzie studenci dla wygody zaczęli używać krótkich, jak na tamte czasy, i wygodniejszych butów za kostkę, które nazwali także z ang. oxonian boots.

## Rodzaje oksfordów
Podział ze względu na przeszycia
- Cap Toe (ze szwem w przedniej części buta, za palcami),
- Lotniki (ang. wholecut shoes) (górna część wykonana jest z jednego kawałka skóry).

Podział ze względu na zdobienia
- plain brogues (bez zdobień),
- half (semi) brogues,
- full brogues.